# Duno (landgoed)
Duno of Duunoog is een buitenplaats in de Nederlandse provincie Gelderland. Het is vanaf 1800 ontstaan als landschapspark met een prieeltje, theekoepel, rosarium en kassen, belvedère en rotspartijen. Het ligt ten zuiden van Doorwerth op een stuwwalrand aan de Rijn. Bij de Duno ligt de ringwalburg de Hunnenschans die sinds 1965 de status archeologisch rijksmonument heeft.

## Geschiedenis
De Hunneschans is een vroeg-middeleeuwse (omstreeks het jaar 1000) versterking met aarden wal en gracht. In de ovaalvormige schans zijn resten van pallisaden gevonden en op het burchtplein paalgaten van een gebouw. De hunneschans was waarschijnlijk bedoeld als versterkte vesting op de stuwwal. Van hieruit konden de mensen de scheepvaart op de Rijn in de gaten houden. Tot in de middeleeuwen was hier beneden aan de Rijn een doorwaadbare plek, waar men met paard en wagen de Rijn kon oversteken.
Sinds de 18de eeuw is de Hunneschans onderdeel van het landgoed. Medio 1794 had mr. A.F.O. Blombe Vatebender, richter van de Heerlickheid Doorwerth, ter plaatse een landhuis laten bouwen. Lang heeft hij er niet gewoond want al in 1801 werd gemeld dat het landhuis dienstdeed als herberg. In 1807 ging het landgoed over in eigendom aan oud-kapitein-ter-zee Wijnand de Grote en Rosalie C.L. de Vignon. De echtelieden woonden op het landgoed tezamen met Meinard Johan Macare, voormalig boekhouder van de Oostindische Compagnie. Laatstgenoemde ontving op 18 juli 1808 koning Lodewijk op het landgoed, die zijn bewondering uitte over de "cascaden" en de vergezichten over de oostelijke Betuwe.
In 1831 was Duno in eigendom bij J. F. Kroese. Hij bleef eigenaar tot 1843 toen het landgoed werd aangekocht door baron Van Brakell, eigenaar van onder andere het nabijgelegen kasteel Doorwerth. De baron verhuurde het landhuis, maar de huur was dusdanig hoog dat er verval intrad. Uiteindelijk werd na diverse eigendomswisselingen door vererving het landgoed geveild in 1888 en aangekocht door cacao-handelaar Joseph Wilhelm Frederik Scheffer (1846-1917) die gehuwd was met een dochter van Coenraad Johannes van Houten. Hij was sinds 1876 procuratiehouder en vanaf 1883 medefirmant bij Van Houten. Na het overlijden van zijn vrouw in 1893 verslechterde de verhouding met zijn schoonfamilie dusdanig dat hij in 1907 uitgekocht werd. In 1908 richtte hij op het landgoed Duno modelboerderij en melkfabriek Het Huis ter Aa op. Het gehele gebouwencomplex was omsloten door een kunstig gesmeed hekwerk. Omdat hij de productie van de zuivere melk niet rendabel kreeg verkocht Scheffer in oktober 1915 dit deel van het landgoed.
De nieuwe eigenaar in 1915 was de rubberfabrikant Dirk Frans Wilhelmi (1877-1936). Hij was de zoon van een zadelmaker uit Hoogezand. Hij begon een fietsbandenbedrijf in Sappemeer, gevolgd het oprichten van het oprichten van Firma Wilhelmi & Co. met een fabriek van rubberartikelen, de Rubberfabriek Hevea in Hoogezand. Toen hij de rubberfabriek wilde uitbreiden, kon dat niet. Een geschikte plek waar dat wel kon, vond vond Wilhelmi in de Doorwerth. Wilhelmi liet de stallen van Huis ter Aa ombouwen tot fabrieksruimte. Hij liet aan de zuidzijde van de heuvelrug (nu de Dunolaan) een fabrieksdorp bij de fabriek bouwen, met woningblokken voor de arbeidersgezinnen die afkomstig waren van de fabriek in Hoogezand. De woningblokken waren ontworpen in een combinatie van Cottagestijl en de stijl van de Amsterdamse School en kregen namen als Celebes, Borneo, Java en Sumatra. Zo ontstond Heveadorp. Na een jaar werkten er in de daar opgerichte Vereenigde Nederlandsche Rubberfabrieken Hevea N.V. 250 personen waarvan 50 kinderen.
Na de dood van Scheffer in 1917 werd het landgoed wederom publiek verkocht en werd de nieuwe eigenaar theeplanter Odo Van Vloten. Deze gaf het beheer van het landgoed in handen van tuinarchitect Samuel Voorhoeve.. Van Vloten liet na zijn dood het landgoed in 1932 na aan de stichting Het Geldersch Landschap. Tijdens zijn leven bleek al dat het financieel lastig werd dergelijke landgoederen te onderhouden.
In 1932 besloot het Geldersch Landschap om het negentiende-eeuwse landhuis te verhuren voor het exploiteren van een hotel.

## Schade Tweede Wereldoorlog
Tijdens de operatie Market Garden in 1944 werden de villa en het jagershuis, vermoedelijk door artillerievuur, verwoest en de omgeving zwaar beschadigd. Er ging veel oud geboomte verloren. Na de beëindiging van de gevechten werd de Veluwezoom definitief frontgebied. Op de Duno werd een loopgravenstelsel aangelegd dat westelijk richting Wageningen liep en oostelijk richting Arnhem.
Het landhuis werd niet herbouwd, maar de oorspronkelijke plaats van het huis is in het parkachtige gebied nog goed zichtbaar. Er zijn nog restanten van het toegangshek en de theekoepel en van de azalealaan. Het landgoed wordt nog steeds beheerd door het Geldersch Landschap en is open voor publiek.

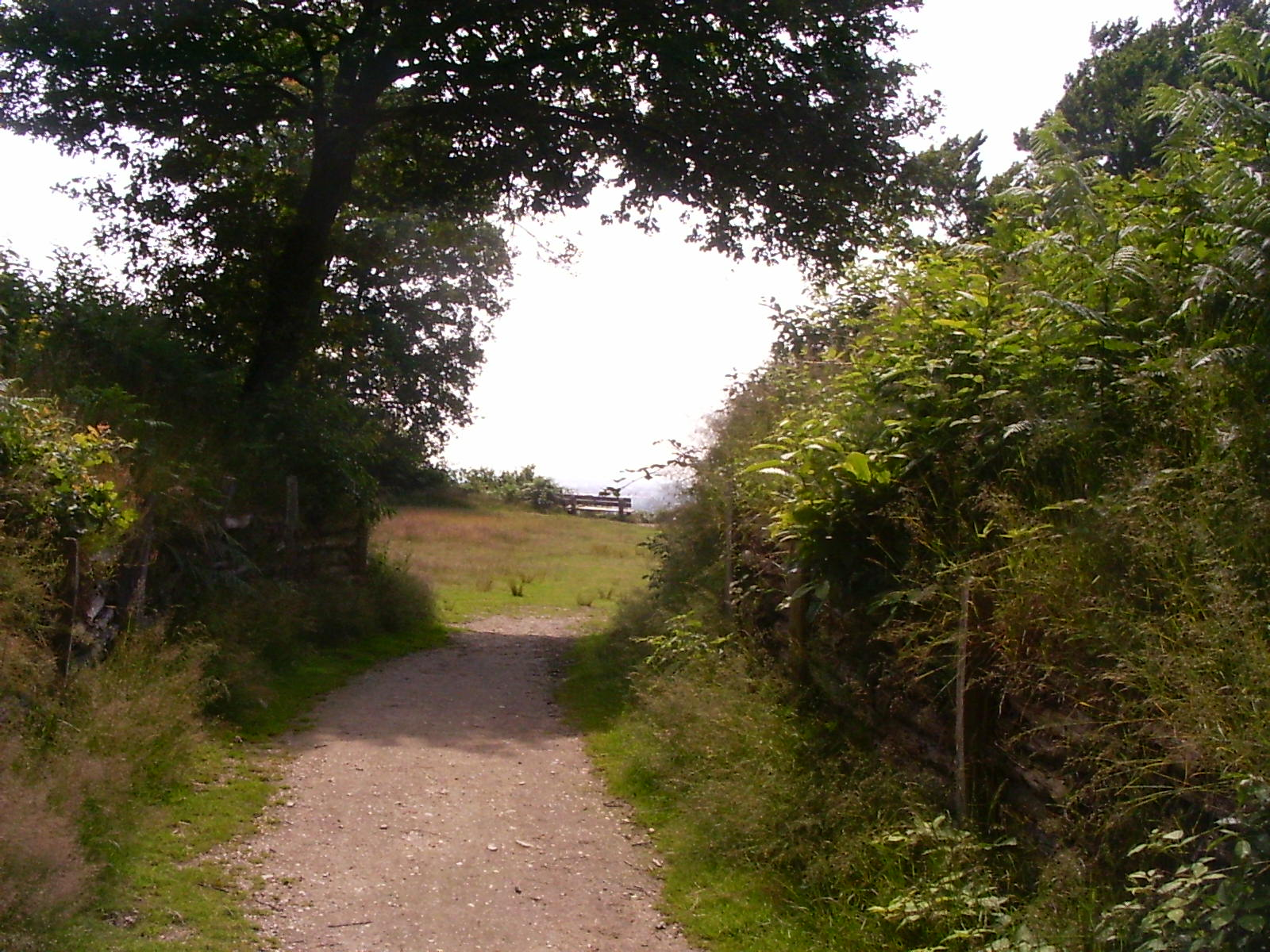
Hunneschans ingang
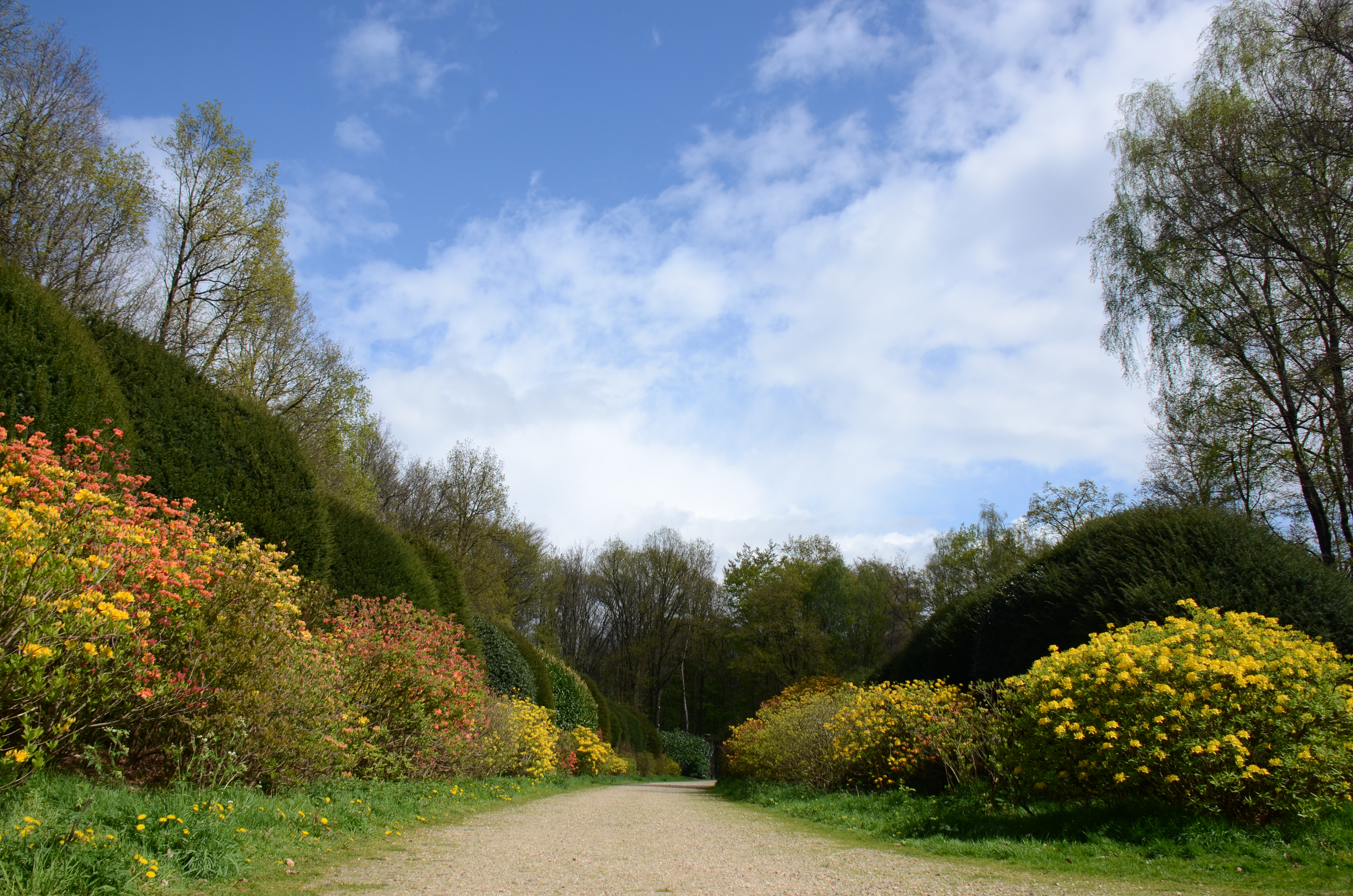
Azalealaan
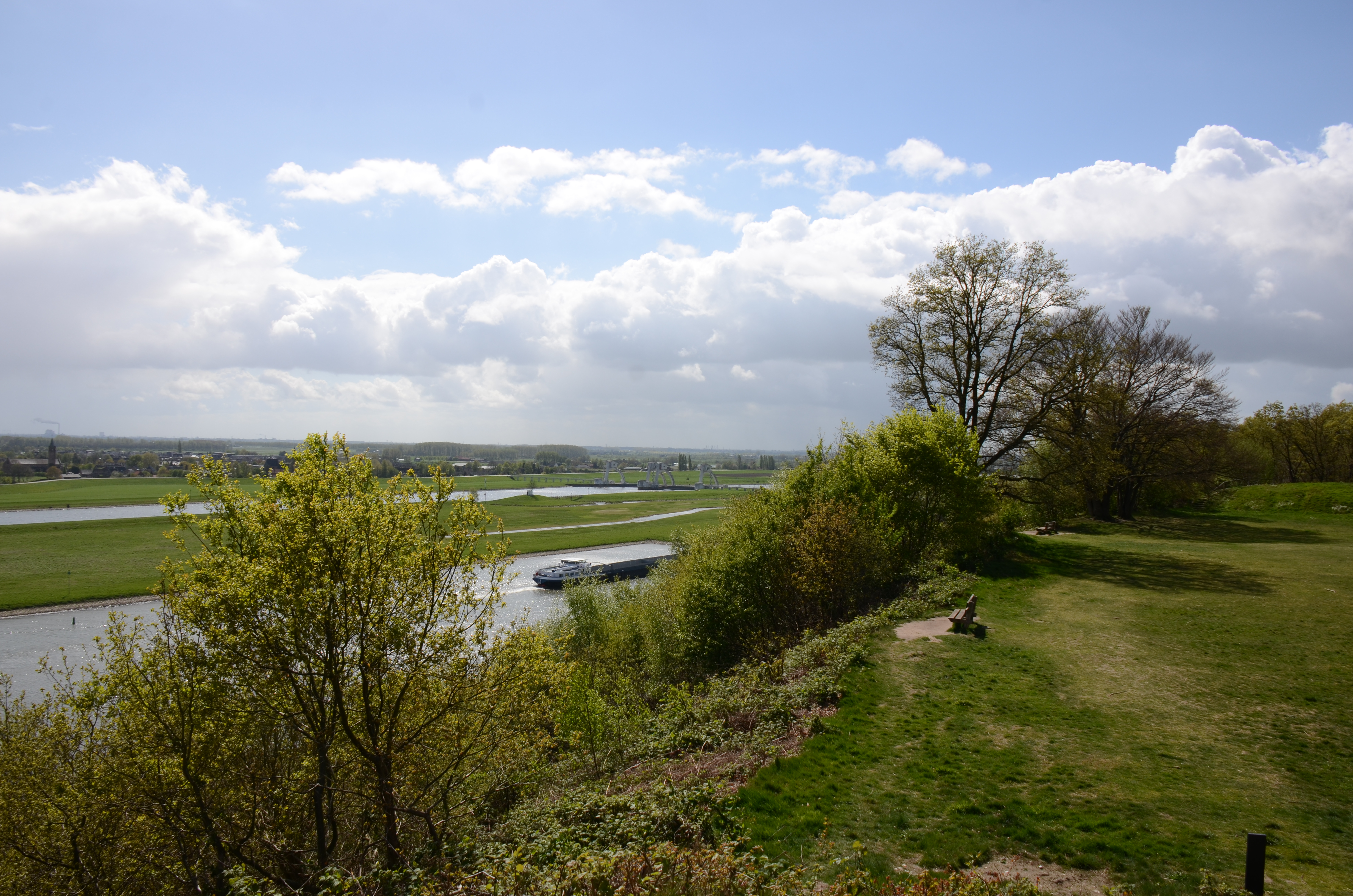
Uitzicht vanaf het Duno plateau richting Stuw Driel
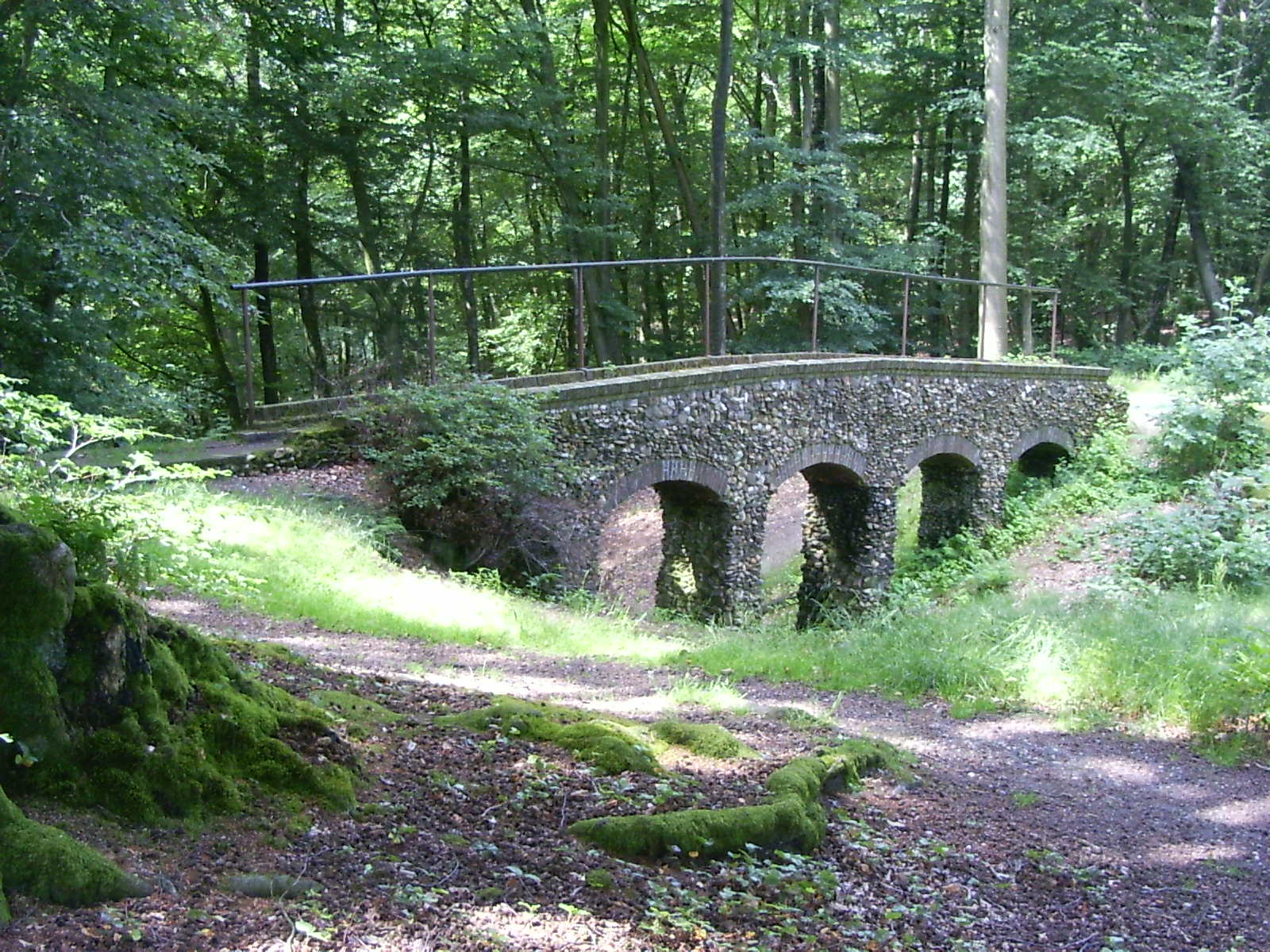
Sierbruggetje
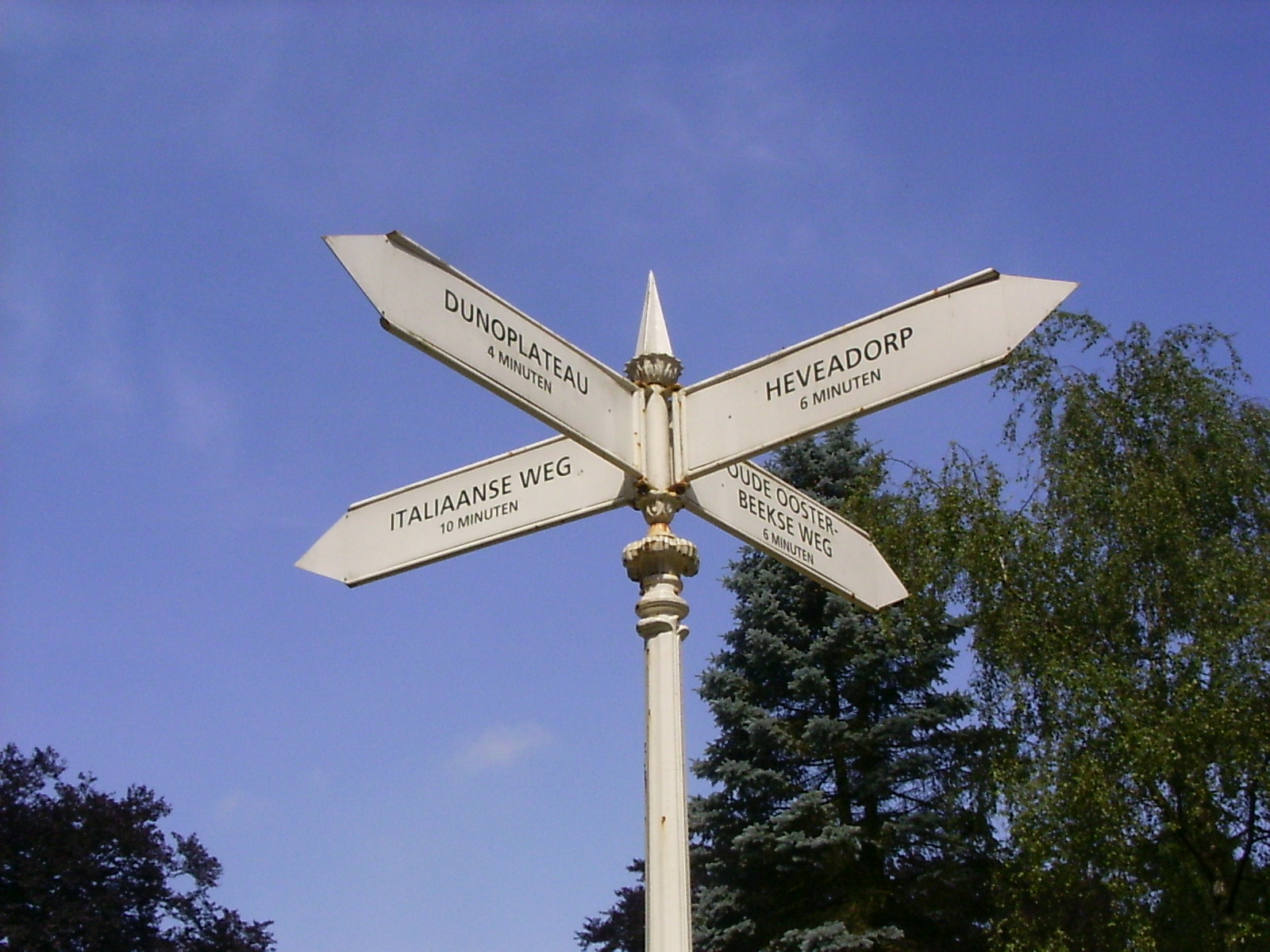
Oude ANWB wegwijzer
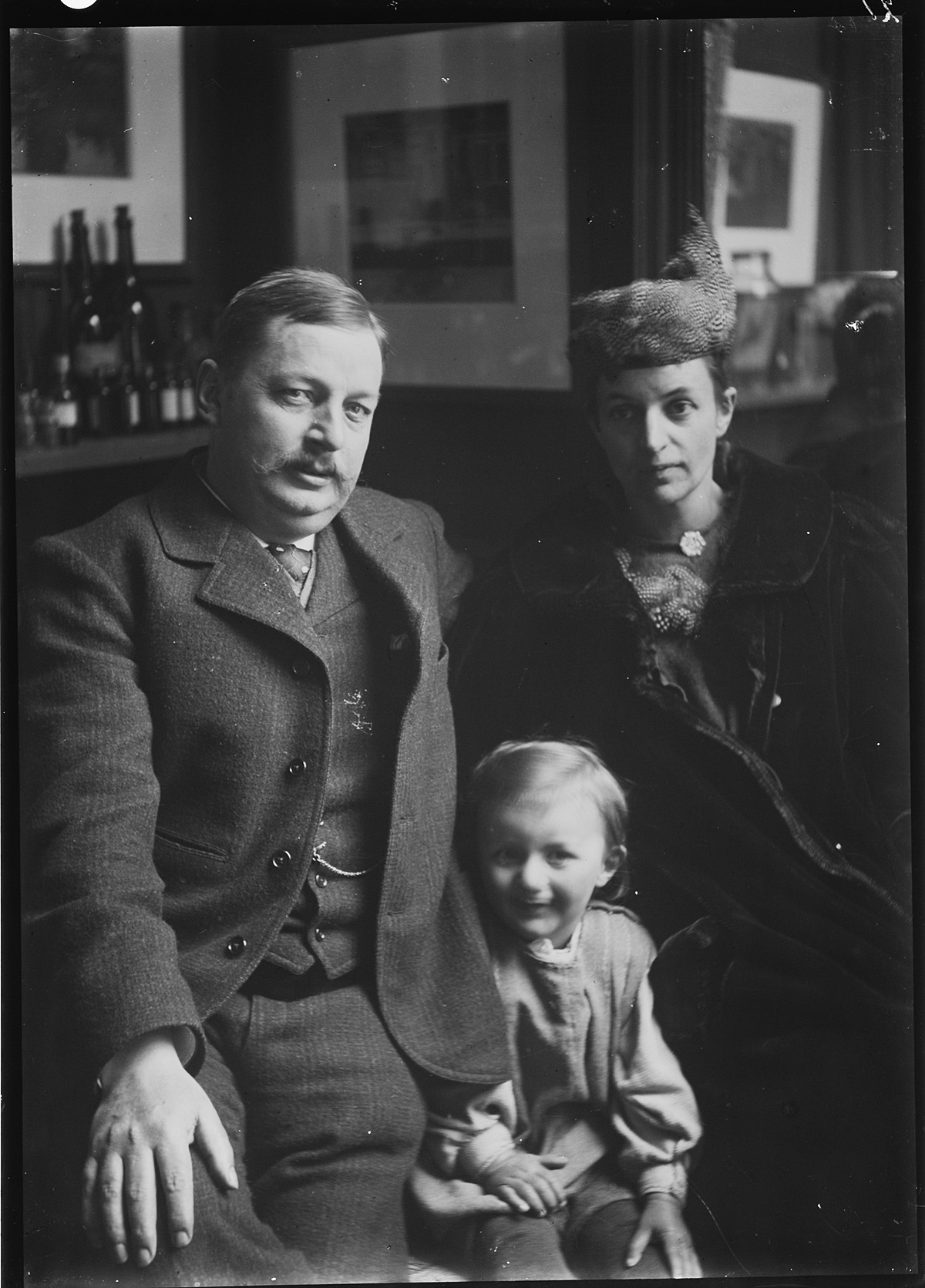
Odo van Vloten en zijn gezin